# Манчестер (Кентуккі)
Манчестер (англ. Manchester) — місто (англ. city) в США, в окрузі Клей штату Кентуккі. Населення — 1512 особи (2020).

## Географія
Манчестер розташований за координатами 37°9′23″ пн. ш. 83°45′36″ зх. д. / 37.15639° пн. ш. 83.76000° зх. д. (37.156267, -83.759872).  За даними Бюро перепису населення США в 2010 році місто мало площу 3,96 км², з яких 3,88 км² — суходіл та 0,07 км² — водойми. В 2017 році площа становила 7,35 км², з яких 7,28 км² — суходіл та 0,07 км² — водойми.

## Демографія
Згідно з переписом 2010 року, у місті мешкало 1255 осіб у 579 домогосподарствах у складі 332 родин. Густота населення становила 317 осіб/км².  Було 655 помешкань (165/км²).
Расовий склад населення:
| - 92,5 % — білих - 6,3 % — чорних або афроамериканців - 0,1 % — азіатів |

До двох чи більше рас належало 0,9 %. Частка іспаномовних становила 1,0 % від усіх жителів.
За віковим діапазоном населення розподілялося таким чином: 20,6 % — особи молодші 18 років, 63,2 % — особи у віці 18—64 років, 16,2 % — особи у віці 65 років та старші. Медіана віку мешканця становила 39,8 року. На 100 осіб жіночої статі у місті припадало 78,3 чоловіків;  на 100 жінок у віці від 18 років та старших — 76,3 чоловіків також старших 18 років.
Середній дохід на одне домашнє господарство  становив 34 956 доларів США (медіана — 21 731), а середній дохід на одну сім'ю — 43 209 доларів (медіана — 38 125). Медіана доходів становила 42 734 долари для чоловіків та 31 583 долари для жінок. За межею бідності перебувало 37,7 % осіб, у тому числі 40,3 % дітей у віці до 18 років та 24,8 % осіб у віці 65 років та старших.
Цивільне працевлаштоване населення становило 426 осіб. Основні галузі зайнятості: освіта, охорона здоров'я та соціальна допомога — 33,1 %, роздрібна торгівля — 17,1 %, будівництво — 8,0 %, виробництво — 6,3 %.